# Список відомих пластунів
Люди, які належали чи належать до Пласту:

## А
- Андрейчик Іван — Член Пласту на Закарпатті.
- Андрусяк Василь — Член ОУН, вояк Карпатської Січі, батальйону «Роланд», належав до Пласту — національної скаутської організації України.
- Андрух Іван — Крайовий комендант Української Військової Організації на Східних Українських Землях, належав до Пласту — національної скаутської організації України.
- Андрухович Маркіян — Окружний комендант української міліції в Камінці Струмиловій. Член Пласту.
- Антонюк Володимир — Заступник голови управи м. Миколаїв (1941). Член Пласту.
- Арсенич Микола — Провідник Служби Безпеки ОУН, лицар Золотого Хреста заслуги УПА, належав до Пласту — національної скаутської організації України.
- Артиш Марічка — Громадська діячка, членка Пласту в Івано-Франківську, належить до куреня УПС ч. 2 «Ті, що греблі рвуть»

## Б
- Бабій Іван — педагог, страчений за присудом Революційного трибуналу ОУН. Член Пласту.
- Бажанський Михайло — громадсько-політичний діяч, письменник. Член Пласту.
- Базильків Ольга — учасниця Похідних груп ОУН, референт жіноцтва крайового проводу ОУН Осередніх Українських Земель, членка Пласту — національної скаутської організації України.
- Байтала Володимир — Бойовик Української Військової Організації (УВО), член ОУН, належав до Пласту — національної скаутської організації України.
- Бандера Василь — Референт Служби Безпеки Станиславівського обласного проводу ОУН (1941)
- Бандера Олекса (Олександер) — працівник станиці ОУН в Римі
- Бандера Степан Андрійович — лідер українських націоналістів, голова Проводу ОУН.
- Бандусяк Дмитро — член проводу підпілля ОУН на Закарпатті (1940—1944), окружний провідник ОУН на Закарпатті (1945)
- Баран Володимир — член Пласту.
- Бардахівський Роман — повітовий референт Юнацтва ОУН-м Ярославщини.
- Басараб Ольга (з родини Левицьких) — вояк 1-ї жіночої чоти УСС, відзначена Міжнародним Червоним Хрестом за харитативну та освітню діяльність серед українських поранених та військовополонених.
- Бачинський Марко — член 5-го пластового куреня УСП «Довбушівці» (Станиславів).
- Безпалько Осип — командир Воєнної Округи УПА «Лисоня», майор УПА (посмертно).
- Берегуляк Іван — підхорунжий Українських Січових Стрільців.
- Березовський Кость-Арпад — редактор журналу «Студентський шлях», референт пропаґанди Крайової Екзекутиви ОУН.
- Беч Іван — член Самбірського Пласту, УСС.
- Беч Любомир-Зенон — член Пластового куреня ім. полк. Івана Богуна.
- Бігун Андрій
- Білас Василь — член УВО й ОУН, загинув за Україну 23 грудня 1932 у Львові з окликом на устах «Хай живе Україна!»
- Біленький Филимон
- Білинський Володимир
- Білинський Ізидор
- Білобрам Надія
- Білобрам Осип Корнилович — член крайового проводу Юнацтва Західних Українських Земель, належав до Пласту — національної скаутської організації України.
- Біловар Іван
- Бірчак Володимир — старшина Українських Січових Стрільців, належав до Пласту — національної скаутської організації України.
- Блаженко Степан
- Блистів Олександр — керівник ОУН в Хусті, поручик Карпатської Січі, командант сотні Хустського коша, належав до Пласту — національної скаутської організації України.
- Блозовський Михайло — український греко-католицький священик, капелан, діяч «Фронту Національної Єдності» й член його керівної колегії, повстанець, належав до Пласту — національної скаутської організації України.
- Богацький Павло Олександрович — український письменник, журналіст, літературознавець, літературно-театральний критик, бібліограф, редактор, політичний і військовий діяч, дійсний член Наукового товариства імені Шевченка.
- Божук Микола
- Бойчук Осип — український громадський діяч, член пластових проводів різних рівнів.
- Бондарчук Арсен
- Бора Василь
- Борис Йосиф
- Борош Юрко
- Бохонко Григорій — надрайоновий провідник ОУН Луцького району, належав до Пласту — національної скаутської організації України.
- Бриндас Роман
- Булик Йосафат
- Буняк Порфир — член Пласту — національної скаутської організації України.
- Бурко Дмитро — педагог, старшина Січових Стрільців, член Пласту.

## В
- Ващук Роман
- Велігорський Ігор
- Вжесневська Руслана
- Вжесневський Борис — Успішний бізнесмен, депутат Канадського Парламенту, активний громадський діяч.
- Вінницька Іроїда
- Вінницька Катерина — Канадська кіноакторка.
- Вітовський Дмитро — Сотник УСС, організатор Листопадового Зриву, полковник УГА.
- Вировий Євген — Комендант СУПЕ
- Войновський Петро — Голова Проводу ОУН на Буковину та Бессарабію, командир Буковинського куреня, полковник, належав до Пласту — національної скаутської організації України.
- Воронка Роман — член Пласту — національної скаутської організації України.
- Врецьона Володимир — член-основник Українського Лікарського Товариства в США та Українського інституту Америки, активний пластун і громадський діяч.
- Врецьона Євген — Шеф Служби безпеки Карпатської Січі, член УГВР та президент її Закордонного Представництва, провідний діяч УВО-ОУН.
- Волошин Ростислав — член бюро проводу ОУН, Голова Президії Великого Збору УГВР, Генеральний Секретар Внутрішніх Справ УГВР.

## Г
- Габрусевич Іван — Провідний діяч ГУДМ та СУНМ, референт Юнацтва КЕ ОУН на ЗУЗ.
- Гавдида Іван Михайлович — Громадсько-політичний діяч.
- Гаврилишин Богдан Дмитрович — Економіст та громадський діяч.
- Гаврилюк Орест
- Гайда Любомир
- Гайда Павло Ігорович
- Галечко Софія — хорунжа УСС, відзначилася у Карпатських боях (зима 1914-15) та боях на Маківці.
- Гарасевич Андрій — Український поет, педагог, піаніст, пластовий діяч, альпініст.
- Гасин Олекса — Шеф Головного Військового Штабу УПА (в ранзі полковника).
- Геврик Тит
- Гельбік Марія
- Гірняк Никифор — Отаман УСС, комендант Коша УСС. Засновник Пласту у Тернополі, комендант Подільської пластової округи.
- Горняткевич Андрій — Дослідник кобзарства.
- Гоч Петро  — заступник голови ОДА Тернопільської області, керівник Тернопільської станиці «Пласту», курінний куреня «Вовча ліга» упорядник багатьох правильників
- Грабець Омелян — Командир УПА-Південь. Загинув у бою з радянськими військами.
- Гриньох Іван
- Грицай-Перебийніс Дмитро — Політичний і військовий діяч, референт Крайової екзекутиви ОУН.
- Гузар Любомир — Кардинал, Верховний Архієпископ Києво-Галицький, Глава Української Греко-Католицької Церкви.
- Гурко Роман — Композитор багатьох літургічних хорових творів. Дириґент оперних постановок в країнах Європи і Північної Америки. Продуцент «Ukrainian Art Song Project»: концертова постановка, запис та розповсюдження на світовій мережі пісень визначних українських композиторів (Лисенка, Стеценка).
- Гурняк Віктор — відомий пластун, громадсько-політичний діяч, Боєць 24-го окремого штурмового батальйону «Айдар». Герой України — загинув о 10:10 ранку від мінометного снаряду, коли під обстрілом вивозив поранених в бою за 32-й блокпост на «Бахмутці» в районі смт Фрунзе та селища Сміле (Слов'яносербський район) Луганської області.
- Гуцуляк Ераст

## Ґ
- Ґудзяк Борис — отець, ректор УКУ, доктор славістики і візантиністики Гарвардського університету, член Пласту — національної скаутської організації України.

## Д
- Данилишин Дмитро — член УВО й ОУН, загинув за Україну 23 грудня 1932 у Львові, належав до Пласту — національної скаутської організації України.
- Даревич Юрій — член до Пласту — національної скаутської організації України.
- Дехніч Юрій
- Дідурик Мирон — герой Війни у В'єтнамі.
- Довгович Левко
- Дорожинський Павло
- Дорош Юліан — український фотографік, фотолітописець «Пласту», автор першого українського кінофільму в Західній Україні.
- Дячук Уляна

## З
- Зарицька Катерина — організатор та провідниця Українського Червоного Хреста, провідниця жіночої сітки ОУН
- Захарчишин Лев — громадський діяч, заступник голови Львівської облради.
- Зелений Зенон
- Зубик Роман-Степан — український історик, економіст та громадський діяч, доктор права; дійсний член НТШ

## І
- Іваночко Василь
- Ісаїв Петро — педагогічний і суспільний діяч, журналіст, професор Українського католицького університету в Римі.
- Іван Сенів — український мистецтвознавець, член спілки художників СРСР. Дослідник творчости Олени Кульчицької. Брав участь у створенні Музею народної архітектури та побуту у Львові

## Ї
- Їжик Семен

## К
- Кандиба-Ольжич Олег — Український поет і археолог.
- Карачевський Осип — Член Військового Штабу ОУН, поручник та член Штабу Карпатської Січі.
- Кархут Василь — лікар, фітотерапевт
- Кашицький Володимир
- Кедюлич Іван — поручник та комендант Хустського Коша Карпатської Січі, провідник партизанських відділів ОУН (м) на Поділлі (1944)
- Кекіш Богдан
- Керекеш Юрій
- Климів Іван — Провідник КЕ ОУН (р) на ЗУЗ, член Українського Державного Правління (1941)
- Когут Зенон
- Козак Едуард — художник, карикатурист
- Колесса Микола Філаретович — композитор, патріарх західноукраїнської диригентської школи, український митець, педагог.
- Колодзинський Михайло — провідний діяч УВО-ОУН, полковник та начальник Штабу Карпатської Січі
- Комаринський Володимир
- Коржинський Степан Іванович — лікар-педіатр
- Коссак Григорій — полковник УСС, командант 3-го Корпусу УГА, викладач Школи Червоних Старшин (Харків)
- Коссак Зенон — Відомий український політичний і військовий діяч, провідний член УВО і ОУН.
- Коржан Михайло
- Кравців Микола — генерал-майор Армії США, радник з питань оборони ВРУ, радник з питань України Міністерства Оборони США
- Кравців Богдан — поет, редактор, критик, перекладач, член ОУП «Слово», дійсний член НТШ й УВАН.
- Крушельницький Тарас — письменник, автор пісні «Гей-гу! Гей-га!».
- Кузьмович Ольга
- Куровицька Ірина
- Кук Василь — Командувач Української повстанської армії з 1950 р. (після загибелі Р. Шухевича).
- Кучабський Василь — історик, публіцист, громадсько-політичний і військовий діяч.

## Л
- Лабунька Мирослав
- Левицький Северин — визначний пластовий та громадський діяч.
- Лісовський Роберт
- Літинський Святослав  — громадський діяч, захисник української мови.
- Ліщинський Петро
- Лончина Гліб — владика, керівник патріаршої курії УГКЦ у Львові, Апостольський Візитатор УГКЦ у Італії, Іспанії та Ірландії, Прокуратор Верховного Архієпископства в Римі.
- Луцик Степан — артист-маляр, співзасновник мистецької групи «РУБ», автор проекту прапора і відзнак Лісових Чортів.
- Луцик Юрій — автор пісні Нині-нині.

## М
- Мак-Тимошенко Лідія — поетеса, громадська діячка
- Маргітич Іван
- Маркусь Василь
- Мацюрак Роман — Інженер-електрик, голова студентської корпорації «Зарево» в Данцігу, член УВО і ОУН.
- Милусь Микола
- Мирон Дмитро — Один із провідних ідеологів українського націоналізму, крайовий провідник Північно-Східних Українських Земель.
- Мисик Роман
- Миськів Дмитро — громадський і політичний діяч, член Проводу Закордонних Частин ОУН.
- Мицко Ярослав
- Мосюк Андрій
- Мриц Іван
- Мудрик-Мриц Ніна

## О
- Онишкевич Лариса
- Охримович Андрій — голова студентського товариства «Основа» у Львові 1928—1929, член Верховної Пластової Команди у Львові.
- Охримович Степан — член-основник ОУН

## П
- Павлюк Богдан — Член підпільного Пластового Центру від 1939 року, заступник голови Центру 1939—1941.
- Падох Ярослав
- Палій Ліда — Українська поетеса, малярка, мандрівник, автор популярних подорожніх нотаток. Член Національної спілки письменників України, ПЕН-клубу, Canadian Writers Union.
- Пастернак Северин
- Пекар Атанасій
- Плав'юк Микола Васильович —  Президент УНР в екзилі (1989 — 1992)
- Подолянчук Євген — відомий черкаський пластун, старший лейтенант, командир групи, спецпризначенець 3-го полку ГУР МО (Кіровоград). Герой України — загинув 14.09.2014 р. від поранень під час мінометного обстрілу при обороні аеропорту міста Донецька під час перемир'я.
- Попадюк Роман
- Пришляк Григорій
- П'ясецький Андрій — Міністр лісового господарства в уряді Ярослава Стецька

## Р
- Равлик Іван — Референт СБ Крайового проводу ОУН (1940—1941), керівник політичної референтури Крайового проводу ОУН (1941) та заступник референта СБ ОУН(б).
- Рак Ярослав — Пл. сен. керівництва, магістер права, дійсний член НТШ, активний член проводу ОУН.
- Рафальський Віталій — повітовий провідник ОУН Луччини, військовий референт Луцького повітового проводу ОУН.
- Ребет Лев — Заступник голови Українського державного правління у Львові Я.Стецька (1941)
- Арсен Річинський — громадський, політичний і церковний діяч, основоположник української етнології релігії, святий сповідник, лікар.
- Робітницький Володимир — Окружний провідник ОУН Рівненщини, крайовий провідник Північно-Західних Українських Земель.
- Рогожа Роман
- Рошко Іван — Секретар Спілки українських письменників у м. Києві, близький співробітник Олени Теліги.
- Рудницький Леонід

## С
- Саварин Петро — громадський та політичний діяч, королівський радник, пластун.
- Савчак Василь — діяч ОУН, пластун.
- Савчак Володимир
- Сай Христина
- Світлична Надія — правозахисниця—учасник руху шістдесятників, журналіст. Член Української гельсінської групи, лауреат премії імені Василя Стуса, державної премії імені Тараса Шевченка, нагороджена орденом Княгині Ольги, пластунка.
- Селянська-Вовк Віра — членка Пласту — національної скаутської організації України.
- Семків Юрій — член Пласту — національної скаутської організації України.
- Скоропадський Данило — український політичний і громадський діяч, син Гетьмана Павла Скоропадського, пластун.
- Содоль Петро — член Пласту — національної скаутської організації України.
- Соколик Всеволод — член Пласту — національної скаутської організації України.
- Сорока Михайло — організатор підпільної організації «ОУН-Північ», чоловік Катерини Зарицької, пластун.
- Старосольський Юрій Володимирович — правник, громадський діяч, Начальний пластун.
- Старух Ярослав — революціонер, діяч ОУН, пластун.
- Степанів Олена — старшина української армії, педагог і громадський діяч, пластунка.
- Стернюк Богдан — член Пласту — національної скаутської організації України.
- Стернюк Володимир — член Пласту — національної скаутської організації України.
- Стефанишин-Пайпер Гайдемарі — астронавтка, пластунка.
- Стецура Осип — член Пласту — національної скаутської організації України.
- Стойка Володимир — член Пласту — національної скаутської організації України.
- Струк Данило — член Пласту — національної скаутської організації України.
- Студинський Юрій — економіст і публіцист, пластун.
- Субтельний Орест — історик, пластун.
- Супрун Уляна - в.о. Міністра охорони здоров'я України, реформатор
- Сушко Роман — військовий і політичний діяч, полковник Січових Стрільців, пластун.

## Т
- Танчак Ярослав  — Станичний станиці Івано-Франківськ у 90-х рр., член куреня УСП-УПС ч. 33 «Вовкулаки»
- Тарнавська Марта — поетеса, пластунка.
- Тершаковець Зиновій — в.о. командира Львівської Воєнної Округи УПА «Буг», майор-політвиховник УПА (посмертно), член Пласту — національної скаутської організації України.
- Тисовський Олександр — педагог, основоположник й організатор Пласту, Доктор біологічних наук.
- Ткаченко Ольга — членка Пласту — національної скаутської організації України.

## Ф
- Віра Фарміґа — американська кіноакторка.
- Фіґоль Атанас — громадський діяч, пластун.
- Фізер Іван — проф. слов. мов і літератур в університеті Ратґерс в Нью-Брансвік, Н. Дж., дійсний член УВАН.
- Франко Петро Іванович — педагог і письменник, основоположник й організатор Пласту.

## Х
- Храплива-Щур Леся — українська письменниця, редактор журналу «Готуйсь» (1953–1970), пластунка

## Ш
- Шерегій Євген — диригент і композитор, пластун
- Шерегій Юрій — режисер і драматург, член Пласту — національної скаутської організації України.
- Шишка Степан — старшина військово-морських сил США; активний пластун
- Шпонтак Іван — член Пласту — національної скаутської організації України.
- Шухевич Роман — генерал-хорунжий, головнокомандувач УПА, голова Секретаріату УГВР, член Пласту — національної скаутської організації України.

## Ц
- Квітка Цісик — американська співачка українського походження, пластунка.
- Цурковський Ярослав — учений психолог і поет-модерніст, пластун.

## Ч
- Черник Федір — командир сотні скорострілів Українських Січових Стрільців, хорунжий, член Пласту — національної скаутської організації України.
- Чмола Іван — військовий, педагог, основоположник й засновник Пласту.
- Чичура Августин — член Пласту — національної скаутської організації України.

## Ю
- Юзенів Михайло — член Пласту — національної скаутської організації України.

## Я
- Якимчук Микола — організатор і перший командир Воєнної Округи УПА «Турів», член Пласту — національної скаутської організації України.
- Янів Володимир — активний громадський діяч, вчений, психолог і соціолог, пластун.
- Янківська Євгенія — членка Пласту — національної скаутської організації України.
- Яримович Осип — член Пласту — національної скаутської організації України.

## Джерело
- Пластовий портал[недоступне посилання з липня 2019]